# Carlos Hevia
Carlos Hevia y de los Reyes-Gavilan (ur. 21 marca 1900 w Hawanie, zm. 2 kwietnia 1964 w Lantanie) – kubański polityk, prezydent Kuby, który objął tę funkcję po rezygnacji Ramóna Graua. Ponieważ jego wybór nie cieszył się popularnością wśród wojskowych, po trzech dniach został zmuszony do ustąpienia i zastąpiony przez Manuela Márqueza Sterlinga.

## Prezydent Kuby
Kiedy w Hawanie wybuchły protesty przeciwko prezydentowi Grau, Hevia był ministrem rolnictwa. Z powodu niezadowolenia społecznego, rządząca Kubą junta wymusiła jego rezygnację, a na nowego prezydenta powołała Carlosa Hevię, który początkowo odmówił przyjęcia tej funkcji, gdy usłyszał reakcję tłumu. Dopiero po przybyciu stu żołnierzy z Camp Columbia do ochrony prezydenckiego pałacu, Hevia w poniedziałek 15 stycznia 1934 roku o godz. 17 zgodził się na objęcie stanowiska. Następnego dnia spotkał się z politycznym rywalem Fulgencio Batisty i liderem nacjonalistycznego związku Carlosem Mendietą, od którego spodziewał się otrzymać poparcie, a usłyszał jedynie zapewnienie o neutralności. Później, tego samego dnia został zaprzysiężony na prezydenta przez swojego teścia, dr Juana Federico Edelmanna, który był głównym sędzią Kubańskiego Sądu Najwyższego. W tym samym czasie robotnicze organizacje, w tym nacjonalistyczny związek Mandiety, przygotowywały się do ogólnokrajowego strajku. W środę, 18 stycznia, Hevia nie mogąc im zapobiec podjął decyzję o ustąpieniu ze stanowiska. Po około 40 godzinach od zaprzysiężenia, oficjalnie zrzekł się go w czwartek rano i opuścił pałac prezydencki.

## Późniejsza kariera
Hevia, który z zawodu był chirurgiem, był też pierwszym Kubańczykiem, który ukończył studia na prestiżowej amerykańskiej uczelni United States Naval Academy w Annapolis. Później zajął się polityką, a po utarczkach z Batistą stał jednym z ważniejszych polityków w partii Autentico. W latach 1948–1950 był ministrem spraw zagranicznych Kuby w administracji Carlosa Prio. W 1952 roku został kandydatem na przewodniczącego partii Autentico. Jednakże wybory, w których jego głównymi przeciwnikami byli Roberto Agramonte i Fulgencio Batista zostały odwołane po wojskowym zamachu stanu Batisty.
Na początku lat 60. Hevia wraz z grupą przeciwników Fidela Castro, który obalił Batistę, wyemigrował do USA. Zmarł na atak serca 2 kwietnia 1964 roku w Lantanie.

## Rodzina
Był najstarszym z sześciorga dzieci Aurelio Hevia y Alcalde i Sary de los Reyes-Gavilán y de la Guardia. On sam poślubił Elisę Edelmann y Ponce, z którą miał dwójkę dzieci: Aurelio Carlosa i Margaritę Hevię-Edelmann.